# Perisphaeria aspera
Perisphaeria aspera är en kackerlacksart som först beskrevs av Walker, F. 1868.  Perisphaeria aspera ingår i släktet Perisphaeria och familjen jättekackerlackor. Inga underarter finns listade i Catalogue of Life.